# Cale Yarborough

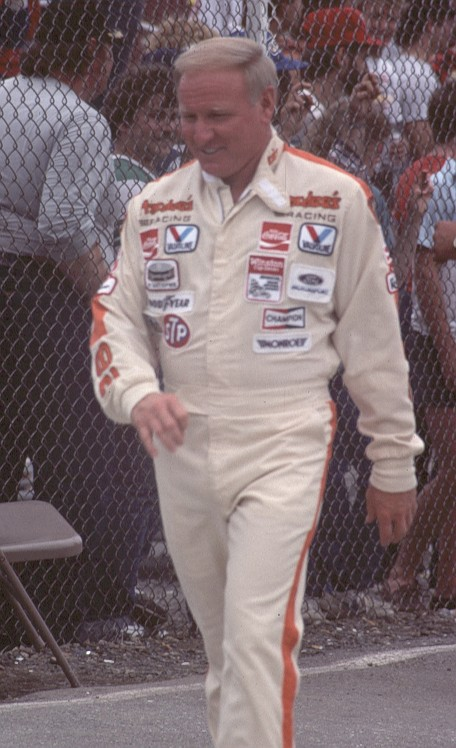
Cale Yarborough.

William Caleb "Cale" Yarborough (Timmonsville (South Carolina), 27 maart 1939 – Florence (South Carolina), 31 december 2023) was een Amerikaans autocoureur. Hij is drievoudig NASCAR Winston Cup kampioen.

## Carrière
Yarborough maakte zijn debuut in de NASCAR in 1957 op de Darlington Raceway. Vanaf 1963 reed hij fulltime in het kampioenschap. Twee jaar later behaalde hij zijn eerste overwinning. Het hoogtepunt van zijn carrière kwam er in de periode tussen 1976 en 1978 toen hij drie jaar op rij de Winston Cup won, het belangrijkste NASCAR kampioenschap dat tegenwoordig bekendstaat onder de naam NASCAR Sprint Cup. Zowel in 1976 als in 1977 won hij negen races, in 1978 won hij tien keer. Hij reed in zijn carrière 560 races waarvan hij er 83 won. De Daytona 500, de meest prestigieuze race in de NASCAR won hij vier keer, in 1968, 1977, 1983 en 1984. Naast zijn carrière in de NASCAR nam hij vier keer deel aan de Indianapolis 500. Zijn beste resultaat kwam er in 1972 bij zijn laatste deelname, hij werd tiende. Hij werd in 1993 opgenomen in de International Motorsports Hall of Fame.
Yarborough speelde zichzelf in twee aflevering van de televisieserie The Dukes of Hazzard, in de afleveringen "The Dukes Meet Cale Yarborough" uit 1979 (seizoen 2) en "Cale Yarborough comes to Hazzard" uit 1984 (seizoen 7) en hij was te zien in de film Stroker Ace met Burt Reynolds uit 1983.
Yarborough overleed op 84-jarige leeftijd op 31 december 2023.